# Ветхаловка (Гадячский район)

Ветхаловка (укр. Ветхалівка) — село,
Середняковский сельский совет,
Гадячский район,
Полтавская область,
Украина.
Код КОАТУУ — 5320487502. Население по переписи 2001 года составляло 192 человека.

## Географическое положение
Село Ветхаловка находится на расстоянии в 1 км от села Коновалово и в 1,5 км от села Середняки.
По селу протекает пересыхающий ручей с запрудой.
Рядом проходит автомобильная дорога Т-1705.

## История
- 1786 — дата основания.

## Известные жители и уроженцы
- Сиволап, Анна Николаевна (род. 1946) — Герой Социалистического Труда.